# Svetlana Mihajlovna Tolsta
Svetlana Mihajlovna Tolsta(ja) (r. Šur) (rusko Светла́на Миха́йловна Толста́я), ruska jezikoslovka, * 14. december 1938, Moskva.
Tolsta je doktorica filoloških znanosti, sodelavka Oddelka za etnolingvistiko in folkloro Inštituta za slovanske znanosti, vodja Moskovske etnolingvistične šole. Bila je žena akademika Nikite Tolstoja. 

## Življenje
Od 1961 je zaposlena v Inštitutu za slovanske znanosti. Od 1992 je vodja oddelka za etnolingvistiko in folklora Inštituta za slovanske znanosti RAN. Leta 1993 je ubranila doktorsko disertacijo Slavjanskaja morfonologija: osnovye ponjatija, aspekty i metody«.

## Raziskave
S. M. Tolsta – vodilni specialist  slovanske etnolingvistike, folkloristike in etnologije, dialektologije, leksikologije in fonetike slovanskih jezikov. Skupaj z Nikito Tolstojem je osnovala Moskovsko etnolingvistično šolo, po smrti njenega moža Nikite Tolstoja, pa je postala vodja šole. Od začetka devetdesetih let je vodila projekt pisanja temeljnega dela Moskovske etnolingvistične šole – slovarja v petih zvezkih z naslovom Slovanske starožitnosti (rusko: Slavjanskie drevnosti) (zvezek 1 — М., 1995; zvezek 2 — М., 1999; zvezek 3 — М., 2004; zvezek 4— М., 2009; zvezek 5 — М., 2012). Objavljala je tudi članke v časopisu Slavjanskij in balkanskij folklor.

## Osnovna dela
- Tolsta, S. M,  Морфонология в структуре славянских языков. Moskva, 1998.
- Tolsta, S. M, Полесский народный календарь. Moskva, 2005.
- Tolsta, S. M, Пространство слова. Лексическая семантика в общеславянской перспективе. Moskva, 2008.
- Tolsta, S. M, Семантические категории языка культуры: Очерки по славянской этнолингвистике. Moskva, 2010.